# Galumna dimidiata
Galumna dimidiata är en kvalsterart som beskrevs av Engelbrecht 1969. Galumna dimidiata ingår i släktet Galumna och familjen Galumnidae. Inga underarter finns listade i Catalogue of Life.